# تپه قلاکوتی
تپه قلا کوتی مربوط به دوران‌های تاریخی پس از اسلام است و در شهرستان نوشهر، بخش کجور، روستای کینج واقع شده و این اثر در تاریخ ۷ مرداد ۱۳۸۲ با شمارهٔ ثبت ۹۳۷۵ به‌عنوان یکی از آثار ملی ایران به ثبت رسیده است.